# That's Just the Way It Is
That's Just the Way It Is è un singolo del cantante britannico Phil Collins, pubblicato nel 1990 ed estratto dall'album ...But Seriously.
Il singolo è stato pubblicato soltanto per il mercato europeo, mentre negli Stati Uniti fu distribuito Do You Remember? in quello stesso periodo.

## Il brano
Il brano è una ballata anti-guerra che critica aspramente il conflitto nordirlandese, che in quegli anni toccò il proprio apice di violenza e di morti.

## Tracce
- 7"

1. That's Just The Way It Is
2. Broadway Chorus (Something Happened on the Way to Heaven Demo)

- 12"

1. That's Just The Way It Is
2. Broadway Chorus (Something Happened on the Way to Heaven Demo)
3. In The Air Tonight (Extended Version)

## Formazione
- Phil Collins – voce, tastiera, percussioni
- David Crosby – seconda voce
- Daryl Stuermer – chitarra
- Leland Sklar – basso

## Classifiche
| Classifica (1990) | Posizione massima |
| ----------------- | ----------------- |
| Belgio (Fiandre)  | 19                |
| Finlandia         | 28                |
| Germania          | 51                |
| Irlanda           | 5                 |
| Paesi Bassi       | 13                |
| Regno Unito       | 26                |
| Svizzera          | 29                |